# 凍堂家的正太女僕
《凍堂家的正太女僕》是創作的日本漫畫。開始連載於2023年11月27日發售的《月刊COMIC CUNE》2024年1月號。已經出版單行本第2冊。有聲漫畫於2025年推出。

## 登場人物
凍堂廉之助（配音：阿座上洋平）
大企業凍堂集團大公子。將在路上遇見的男孩取名為「真緒」。與父親、姐姐等家族成員關係差。
真緒（配音：徳留慎乃佑）
凍堂廉之助於路上遇見的男孩，取名為「真緒」，擔任女僕。

## 出版書籍
| 冊數 | KADOKAWA      | KADOKAWA           |
| 冊數 | 發售日期      | ISBN               |
| ---- | ------------- | ------------------ |
| 1    | 2024年8月27日 | ISBN 9784046838124 |
| 2    | 2025年6月27日 | ISBN 9784046849960 |

## 外部連結
- 凍堂くんちのメイドショタ （日語）